# Atrichorne bruyant
Espèce
Statut de conservation UICN

 EN B1ab(iii,v)+2ab(iii,v) : En danger
Statut CITES
L’Atrichorne bruyant (Atrichornis clamosus) est une espèce d'oiseau de la famille des Atrichornithidae endémique d'Australie. Il a longtemps été cru disparu avant d'être retrouvé dans les années 1960 dans la région de la baie des deux peuples (en), au sud de l'Australie-Occidentale.
En 1962, l'effectif total des atrichornes bruyants était estimé entre 40 et 45 individus. Des mesures de conservation ont permis un net accroissement de la population, qui a atteint 400 oiseaux au milieu des années 1980. L'espèce a alors pu être réintroduite dans de nombreux sites, mais demeure menacée.